# Cirella
Cirella è l'unica frazione di Diamante, in provincia di Cosenza. Fino al 1808 fu un comune autonomo, poi venne aggregata a Maierà ed infine nel 1876 si unì a Diamante. Cirella sorge sulla Strada Statale 18, tra Grisolia Lido e Diamante. Di fronte all'abitato si trova l'isola di Cirella, una delle poche isole della Calabria insieme alla vicina Isola di Dino.

## Ruderi di Cirella

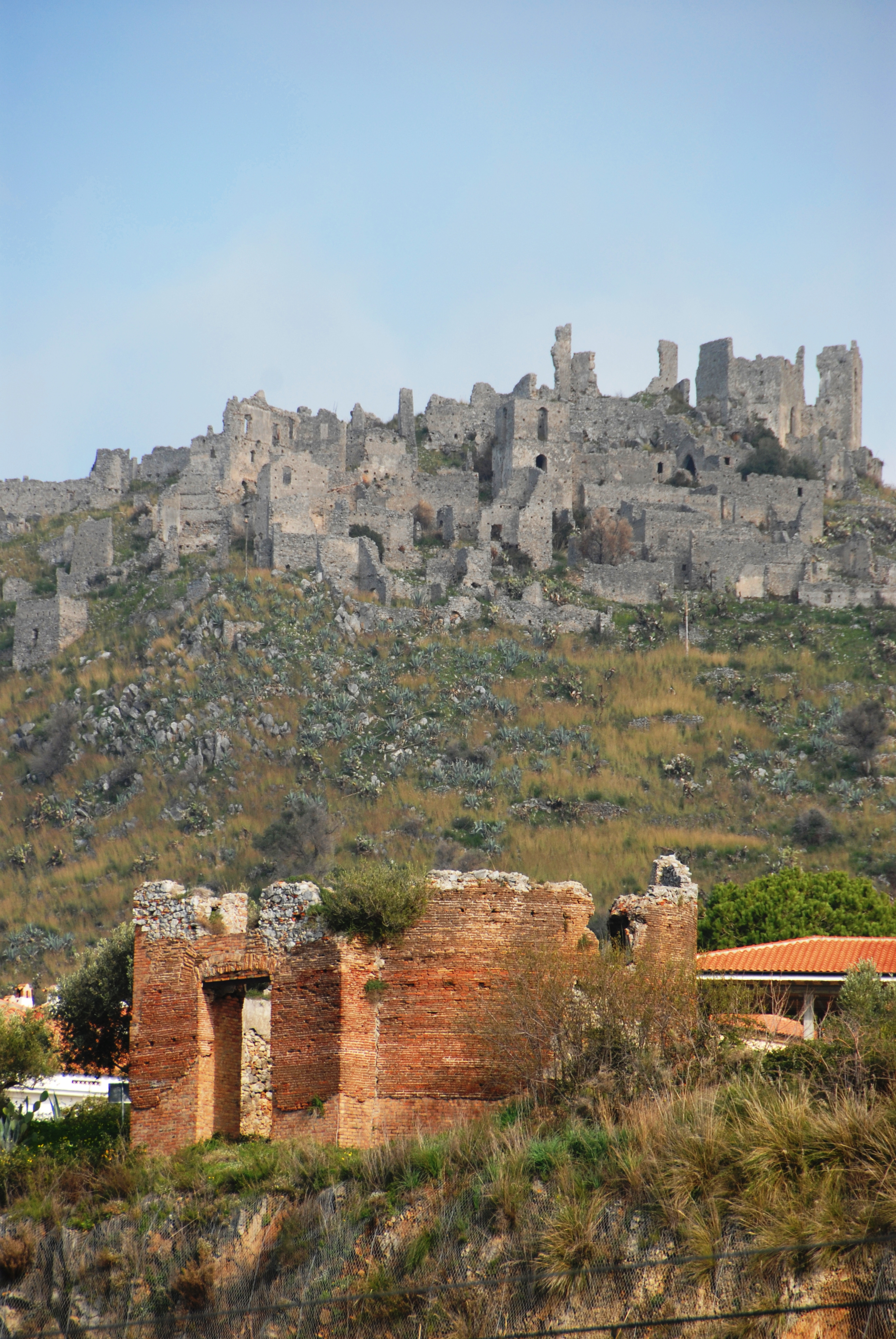
Ruderi di Cirella e pantheon romano.

Il promontorio che propende verso il mare, naturalmente difeso, ospita sulla sua sommità i resti dell'antica "Cerillae". È un antico borgo medievale, con struttura arroccata tipica dei centri bizantino-normanni dell'alto Tirreno calabrese, come ad esempio Scalea e Amantea. Risulta che nel 649 al Sinodo di Papa Martino I prese parte un Romanus Episcopus Cerellitanus, e ciò consente di affermare che Cirella costituiva un importante punto di riferimento nell'organizzazione della Calabria in quanto sede diocesana.
Ceriallae fu una fiorente colonia della Magna Grecia. L'abitato sul monte ebbe origini in epoca successiva, intorno al IX secolo, quando le incursioni saracene sulla costa spinsero gli abitanti a stabilirsi in una posizione più sicura e facilmente difendibile come il promontorio del monte Carpinoso. Un'incursione saracena del 950 d.C., guidata dall'emiro Al Hasan avrebbe addirittura raso al suolo l'abitato costiero.
Nel 1556 la famiglia Stocchi di Scigliano cedette la proprietà alla famiglia Scaglione. Nel 1576 venne saccheggiata da sette galee barbaresche, capitanate da Kair 'el Din, detto Barbarossa. Secondo la leggenda, i pirati sarebbero arrivati a saccheggiare il paese su indicazione di un mercante romano, che aveva ricevuto dei torti dai cirellesi. La memoria di un'incursione turca avvenuta nel 1576 comunque è confermata dalle fonti sopravvissute all'abbandono del paese antico. Fu oggetto di altre scorribande da parte dei pirati ottomani Sinam Cicala Pascià, Dragut Rays e Uccialì.
Successivamente con la pestilenza del 1656 e i terremoti del 1638 e 1738 che colpirono la Calabria, il feudo cadde in rovina e la sua proprietà passò dalla famiglia Sanseverino ai Catalano Gonzaga. Nel 1806-1807 un contingente di truppe napoleoniche assediò e occupò il borgo medievale, stabilendosi nella residenza dei duchi Catalano-Gonzaga. Dall'evento nacque la leggenda che il borgo venisse assalito da formiche giganti, le quali divorarono gli abitanti del paese. Nel 1808, la marina britannica, dal mare, effettuò un pesante bombardamento dell'avamposto francese, compresa la torre presente sull'isola di Cirella. L'abitato sul monte venne cancellato definitivamente e gli abitanti superstiti quindi decisero di ricostruire il centro sulla costa.
Le strutture rimanenenti vennero poi usate come cava di pietre e vandalicamente spogliate dei manufatti presenti. Attualmente la vegetazione spontanea ha invaso i vicoli e le costruzioni, rendendo, in alcuni punti, difficile il passaggio.

### Castello

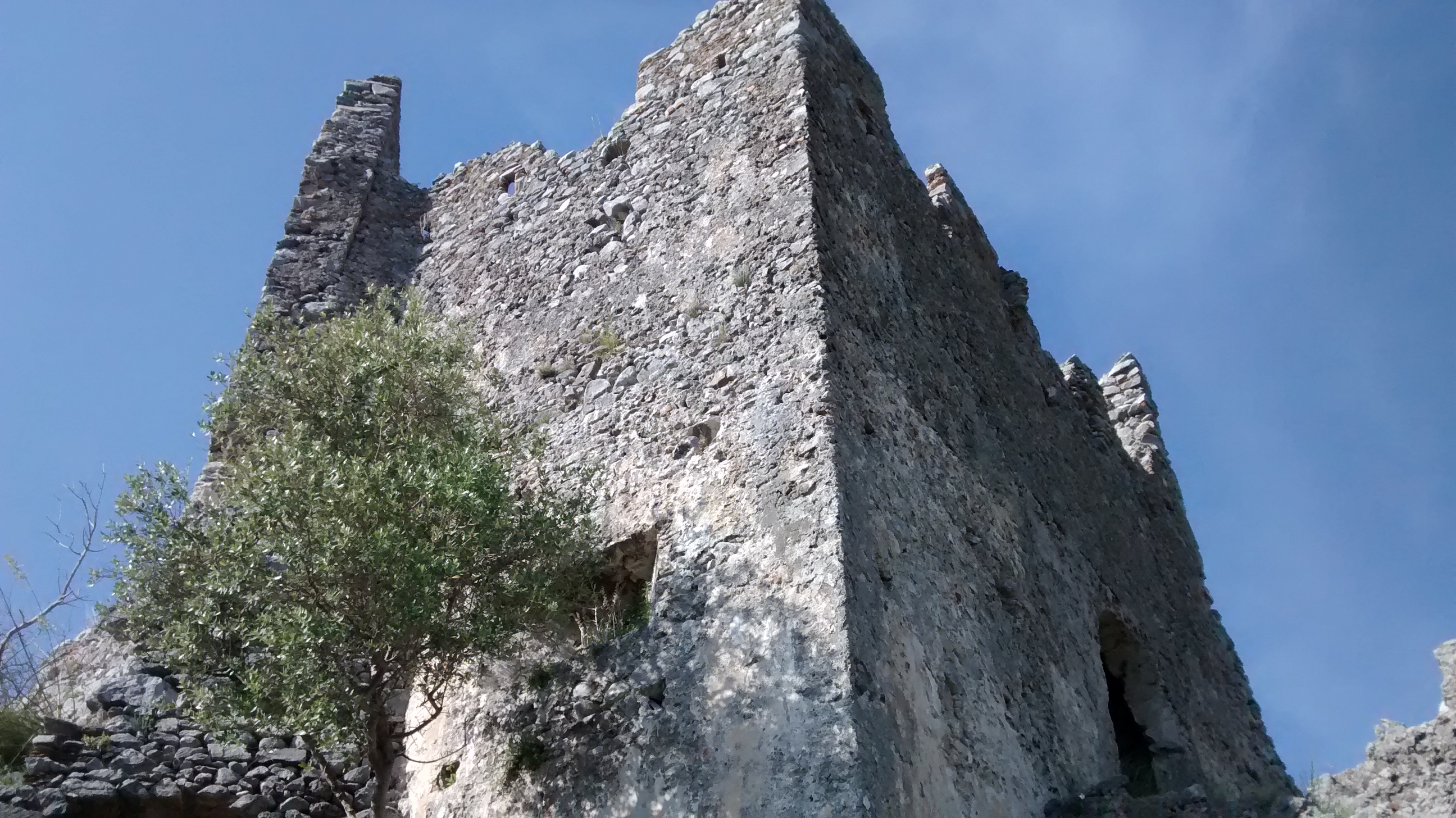
Torre dell'antico castello

Le strutture testimoniano la fondazione del borgo in epoca bizantina, ma la fase principale è rappresentata dall'arrivo normanno in Calabria, seconda metà dell'XI secolo. Nel XIII secolo, in piena età sveva, l'abitato venne protetto con una doppia cinta muraria, e successivamente, nel XIII-XIV secolo, durante il periodo angioino, ricevette ulteriori ampliamenti. Alcuni testi indicano la fondazione del castello ad opera del principe Carrafa nel XVIII secolo. Un documento di apprezzo testimonia che il castello aveva cortile, sala grande, stalla et fundico, carcere, stanza per grani et servimenti, cocina e forno, torre con cisterna.

### Chiesa di San Nicola Magno
La Chiesa di San Nicola Magno venne invece costruita a cavallo tra il XIV e il XV secolo, e al suo interno conteneva un ciclo di affreschi, oggi in parte custoditi nella chiesa di Santa Maria de' Flores nel moderno centro abitato. Visitando i ruderi della chiesa, al suo interno si notano ancora tracce degli affreschi. Un documento di apprezzo per il S.R.C. di Napoli, recita che nel 1617 vi celebravano 14 sacerdoti assistiti da chierici e da numerosi laici.

### Chiesa dell'Annunziata

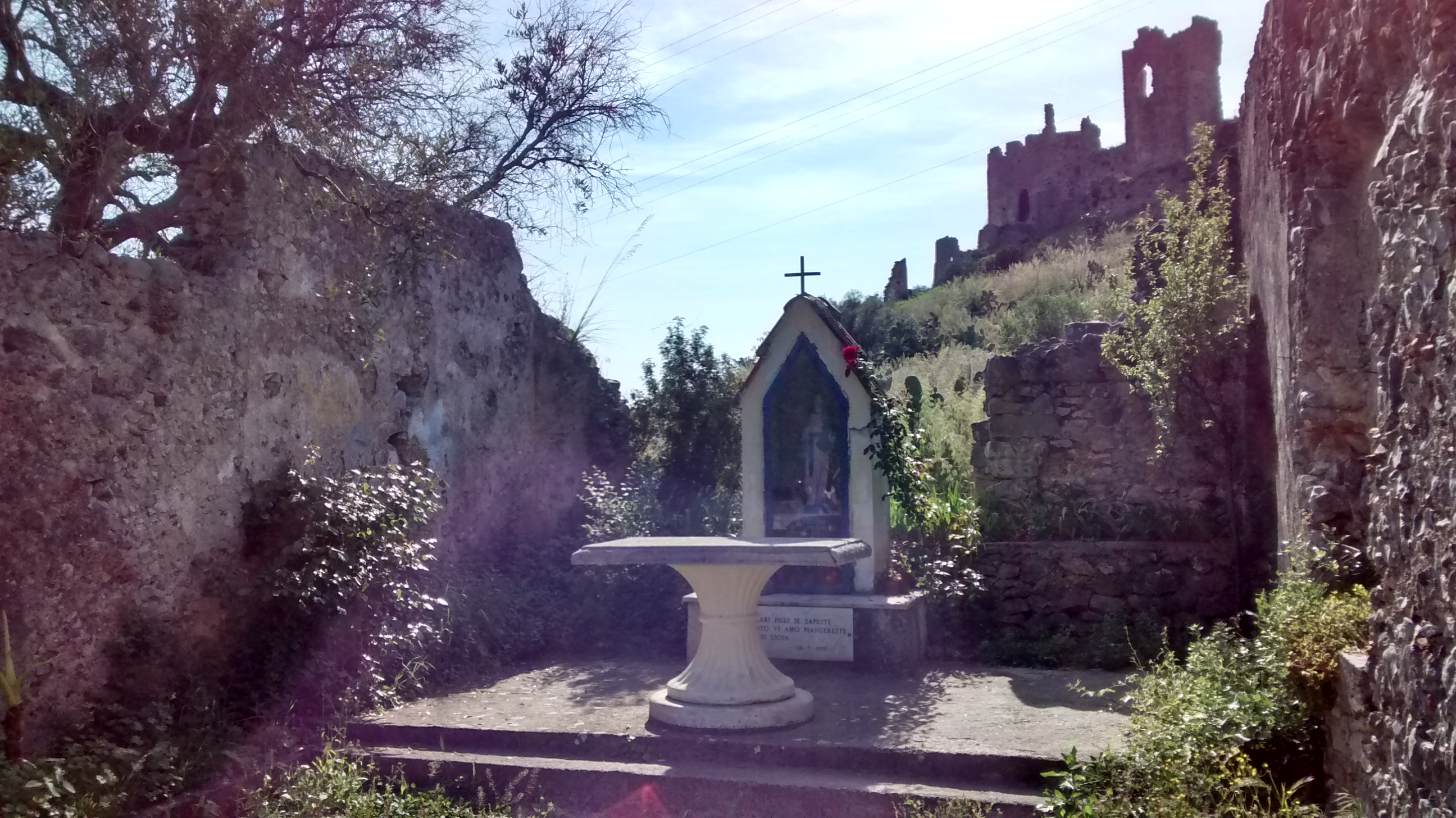
Chiesa dell'Annunziata

Sono ancora visibili i ruderi di una chiesa minore, la Chiesa dell'Annunziata, le cui origini sono incerte. La chiesetta, con il tetto e le mura quasi completamente crollate, ha al suo interno un piccolo altare e dei banchi per i fedeli. Il documento di apprezzo specifica che ospitava una congregazione di uomini.

### Teatro dei Ruderi
Tra il monastero dei minimi di San Francesco di Paola del XVI secolo (lato monti) e i ruderi della cirella medievale (lato mare) sorge il teatro dei ruderi. La struttura, in stile greco, venne costruita tra il 1994 e il 1997, ed è attualmente utilizzata per spettacoli e concerti. Il panorama rende il teatro un posto molto suggestivo. 

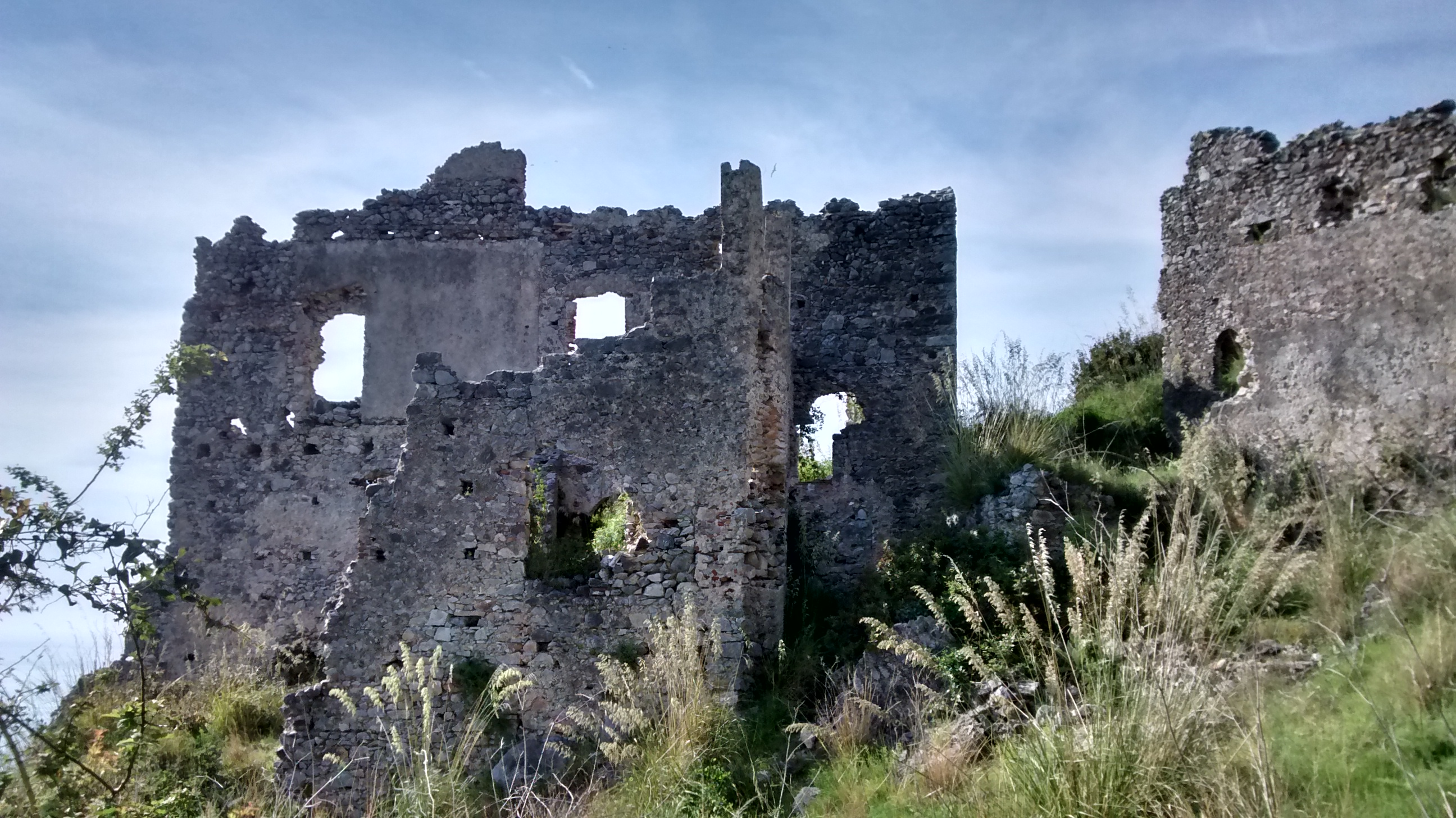
Ruderi di Cirella

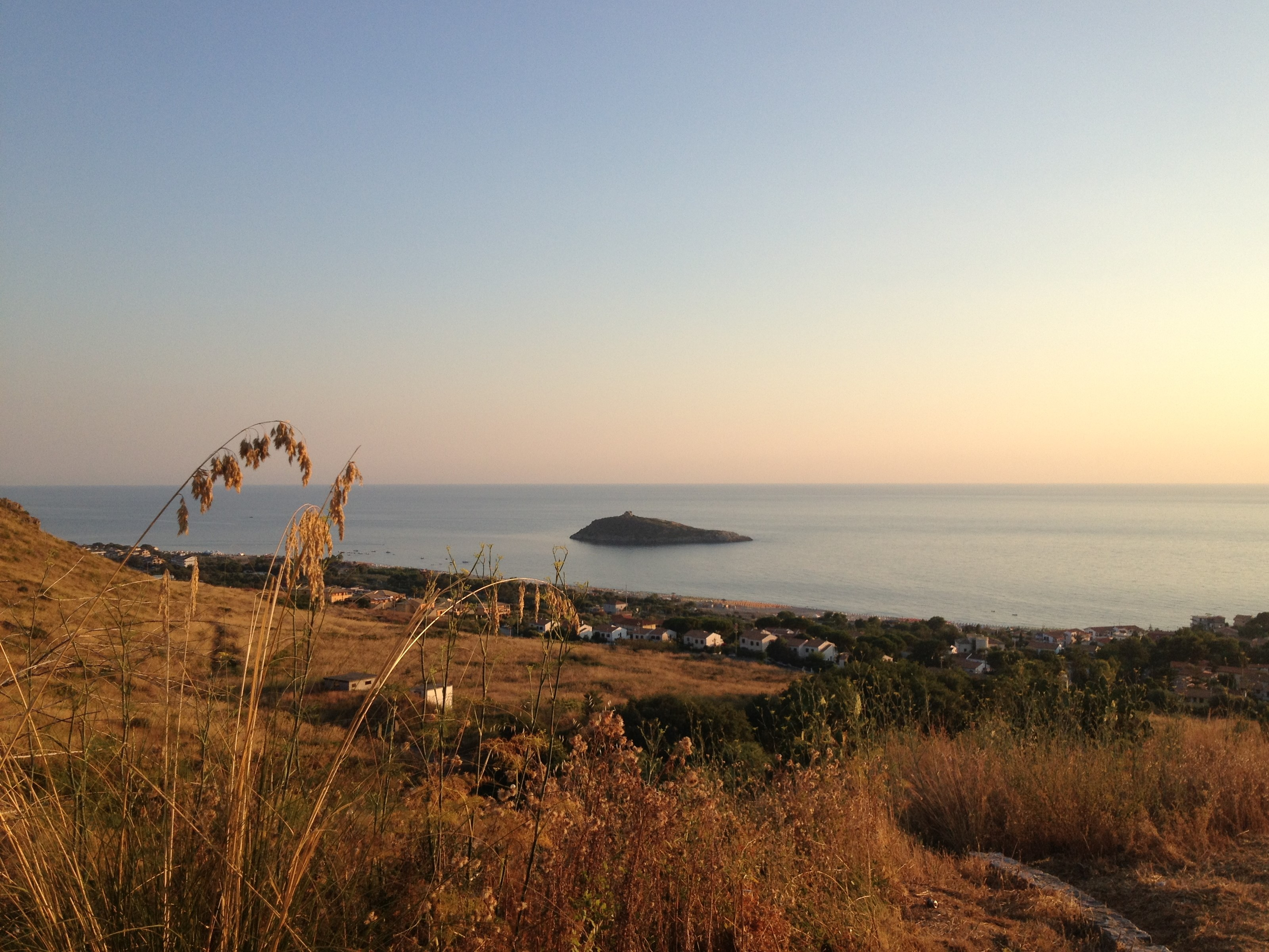
L'isola
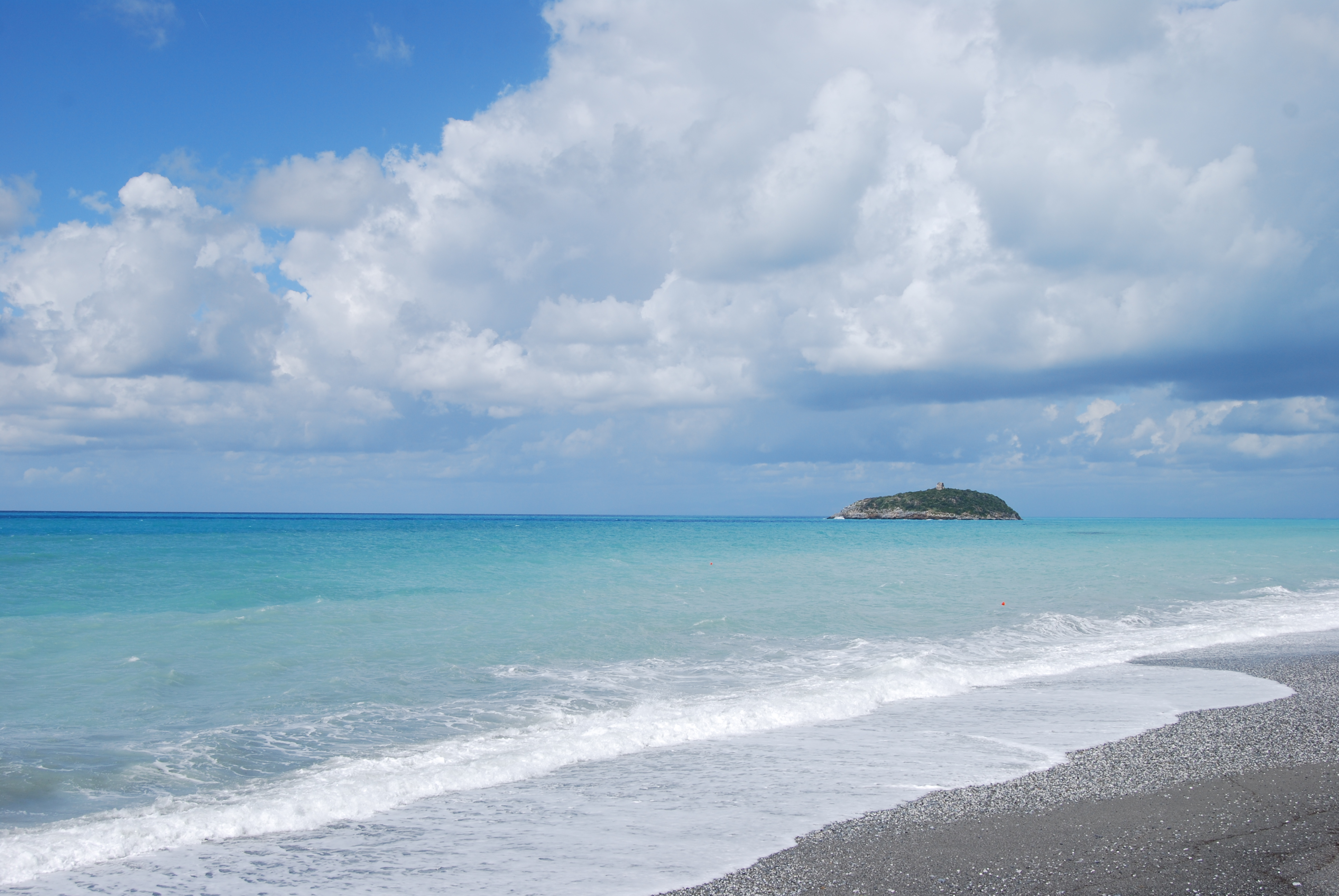
L'isola

## Curiosità
Nel 2003 venne girato a Cirella il film di Alessandro Di Robilant Per sempre, con Giancarlo Giannini.
Nel 1589 il papa Sisto V fece emanare un bando contro coloro i quali mistificassero o vendessero mistificato il vino "chiarello" di Cirella, un bianco dalle qualità particolarmente ricercate. Le pene, tuttavia, furono talmente severe da aver causato, almeno in parte, il declino di quel vino, della sua produzione e della sua stessa esportazione.

## Luoghi d'interesse
- Cirella vecchia
- Teatro dei ruderi
- Monastero dei Minimi o convento di San Francesco (del 1545)
- Resti della cinta muraria del "Feudo"
- Mausoleo di Tredoliche (sepolcro monumentale risalente ad età romano-imperiale, databile tra la fine del I e l'inizio del III sec. d.C.)
- Ritrovamenti preistorici
- Chiesa di S. Maria dei Fiori (antecedente al 1617)
- Palazzo ducale (del 1753)
- Fortino napoleonico (del 1806)
- Resti di villa romana
- Torre dell'isola (inizi del XVII secolo)